# United States Capitol
United States Capitol fungerer som sæde for USA's Kongres, den lovgivende gren af USA's føderale regering. Bygningen er beliggende stik øst-vest vendt og er placeret i Washington DC på toppen af Capitol Hill i den østlige ende af the National Mall. Selvom den ikke ligger i det geografiske centrum af District of Columbia, er Capitol det origo, hvorfra kvadranterne i distriktet er udarbejdet fra.
Officielt bliver både den østlige og vestlige side af Capitol refereret til som facaden. Indsættelse af USAs præsidenter er historisk sket ude foran på den østlige side af bygningen, men siden Ronald Reagans indsættelse den 21. januar 1981 er det foregået på den vestlige side ud mod National Mall, hvor der opbygges et podium til formålet. Historisk er det dog den østlige side, der oprindeligt blev bygget til modtagelse af gæster og dignitarer.
Senatet ligger i den nordlige ende, mens Repræsentanternes Hus ligger i den sydlige ende.

## Historie
Den oprindelige kongresbygning stod færdig i 1800. Bygningen blev ødelagt i 1814, da britiske soldater indtog Washington under 1812-krigen, men blev genopført indenfor 5 år.

### Angrebet på Kongressen i 2021
Den 6. januar 2021 skulle Kongressen endelig bekræfte valgresultatet fra præsidentvalget i 2020 og valget af Joe Biden som nationens 46. præsident. Begivenhederne den 6. januar 2021 er af blandt andet forhenværende politichef i Washington D.C. og en række danske medier blevet omtalt som et reelt 'kupforsøg'.
Tidligere på dagen havde det demokratiske parti vundet de to sidste pladser i Senatet efter en sejr i delstaten Georgia. Da Joe Biden og hans parti allerede havde sikret præsidentposten og et flertal i Repræsentanternes Hus, betød det at Trump som den første præsident siden 1932 både havde tabt præsidentposten og flertallet i kongressens to kamre. 
Dette opildnede Trump-støtter der var overbeviste om at også dette valg var omfattet af en voldsom valgsvindel. En påstand som præsident Trump gentagne gange havde fremlagt, så sent som tidligere samme dag, hvor han sagde i en tale til sine støtter, at de skulle møde op ved Kongressen og vise deres utilfredshed.
Ved 19-tiden dansk tid væltede vrede Trump-støtter barrikaderne foran kongresbygningen og begyndte at storme den, alt imens kongresmedlemmerne formelt var ved at godkende Bidens valgsejr. Kongresmedlemmerne blev evakueret inden demonstranterne nåede at bryde ind i Kongressen og vandalisere og plyndre. De nåede ind på flere kontorer, blandt andet Nancy Pelosis kontor som demonstranter vandaliserede og ødelagde.
Flere demonstranter var bevæbnede hvilket førte til voldelige sammenstød med politiet og Nationalgarden som også blev sat ind, for at få kontrol over situationen. Det voldelige sammenstød førte til at en civil kvinde blev skudt og senere mistede livet. Også flere betjente blev såret, og en af dem døde senere af sine kvæstelser. En 24-årig mand blev alvorligt skadet, da han ifølge CNN faldt over ti meter ned fra et stillads, han var kravlet op af ved kongresbygningen. 
Præsident Trump havde som sagt opfordret sine støtter til at møde op ved Kongressen og støttede på Twitter demonstranterne. Men efter de var trængt op i kongresbygningen og ind i selve Kongressen - og efter pres fra flere republikanske politikere - opfordrede Trump dem til at de "forblev rolige", og siden at de skulle gå hjem. Samtidig gentog han sine beskyldinger om valgsvindel, og hævdede at sejren var blevet stjålet fra republikanerne.
Ved 23.30-tiden dansk tid blev det oplyst at Kongressen igen var sikret, og formanden for Repræsentanternes Hus Nancy Pelosi forsikrede at arbejdet med at godkende Bidens valgsejr ville forsætte senere på aftenen.
Kl 18 amerikansk tid var der for at stoppe optøjerne udstedt et udgangsforbud. Trods dette var der stadig demonstranter ved Capitol Hill efter udgangsforbuddet var trådt i kraft.